# Posočje

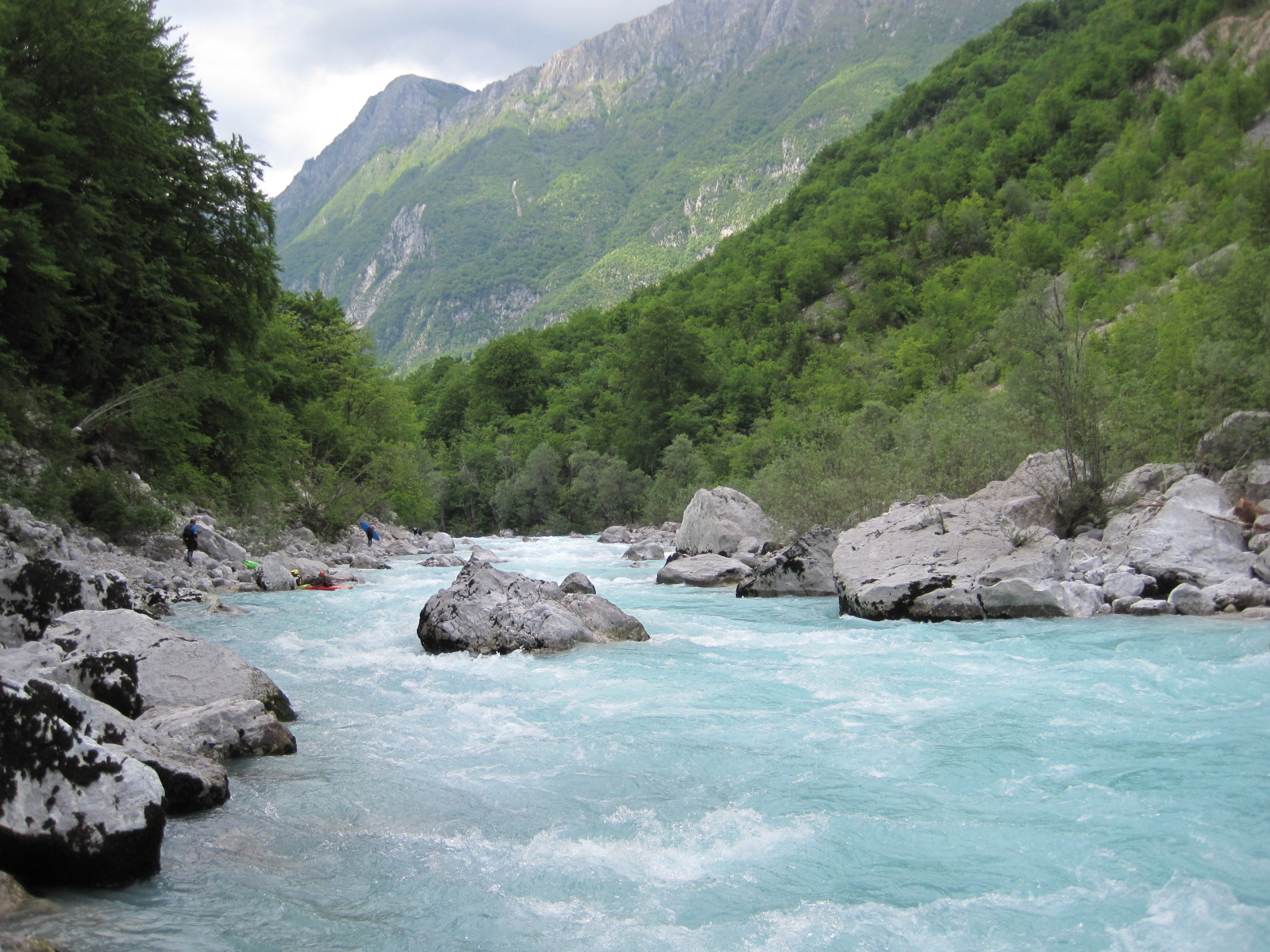
Le Posočje est une zone géographique le long de la rivière Soča

Le Posočje est une zone géographique du nord-ouest de la Slovénie et comprend le territoire le long de la rivière Soča. Du nord au sud, elle est divisée en la Haute, la Moyenne et la Basse Soča, et les endroits les plus importants sont Bovec, Kobarid, Tolmin, Most na Soči (sl), Kanal ob Soči (sl), Nova Gorica. Cette division repose principalement sur une division naturelle (relief, climat et autres caractéristiques naturelles) et socio-politique.